# Lipki (Opole)
Pour les articles homonymes, voir Lipki.
Lipki est une localité polonaise du gmina de Skarbimierz, située dans le powiat de Brzeg (voïvodie d'Opole).